# يوجين جون هيبرت
يوجين جون هيبرت (بالإنجليزية: Eugene John Hebert)‏ هو مبشر أمريكي، ولد في 9 أكتوبر 1923 في جينينغز في الولايات المتحدة، وتوفي في 1990 في باتيكالوا في سريلانكا.